# Episodi di Coroner (terza stagione)
La terza stagione della serie televisiva Coroner, composta da dieci episodi, è stata trasmessa in prima visione assoluta in Canada su CBC Television dal 3 febbraio al 7 aprile 2021.
In Italia la stagione è stata trasmessa su Sky Investigation, canale a pagamento della piattaforma satellitare Sky, dal 27 agosto al 24 settembre 2021. In chiaro è stata trasmessa su Rai 4 dal 18 al 22 ottobre 2022.
| nº | Titolo originale     | Titolo italiano | Prima TV Canada  | Prima TV Italia   |
| -- | -------------------- | --------------- | ---------------- | ----------------- |
| 1  | Bobby                | Episodio 1      | 3 febbraio 2021  | 27 agosto 2021    |
| 2  | In Bloom             | Episodio 2      | 10 febbraio 2021 | 27 agosto 2021    |
| 3  | Spirits              | Episodio 3      | 17 febbraio 2021 | 3 settembre 2021  |
| 4  | Eyes Up              | Episodio 4      | 24 febbraio 2021 | 3 settembre 2021  |
| 5  | Back to the Future   | Episodio 5      | 3 marzo 2021     | 10 settembre 2021 |
| 6  | No Justice, No Peace | Episodio 6      | 10 marzo 2021    | 10 settembre 2021 |
| 7  | Round and Round      | Episodio 7      | 17 marzo 2021    | 17 settembre 2021 |
| 8  | Blue Flock           | Episodio 8      | 24 marzo 2021    | 17 settembre 2021 |
| 9  | Christmas Eve        | Episodio 9      | 31 marzo 2021    | 24 settembre 2021 |
| 10 | Christmas Day        | Episodio 10     | 7 aprile 2021    | 24 settembre 2021 |

## Episodio 1
- Titolo originale: Bobby
- Diretto da: Adrienne Mitchell
- Scritto da: Morwyn Brebner

### Trama
La COVID-19 è arrivata anche in Canada e Jenny deve affrontare questa nuova normalità, come coroner è spesso chiamata dalle case di riposo dove muoiono parecchie persone anziane. Jenny e Donovan si recano sul posto dove è stata trovata una donna morta in auto, sembra che abbia sbattuto la testa sul volante. Durante l'autopsia Jenny e il suo staff trovano un diamante all'interno della ferita sulla fronte. Quando scoprono l'identità della donna, Bobby Almeda, che lavora come assistente sanitaria in una casa di riposo, si recano sul posto per indagare. Non scoprono nulla di particolare se non che alcuni pazienti possono vedere i loro cari dalla finestra della loro stanza, un dettaglio che inizialmente non sembra interessante, e che la sera i suoi colleghi avrebbero dato una fesa in onore di Bobby; Jenny però intuisce che qualcuno possa averle dato un pugno in fronte e che la pietra ritrovata si sia staccata da un anello. Esaminando i filmati delle telecamere si nota un uomo molto arrabbiato perché non gli viene concesso il permesso di entrare a trovare i suoi cari, Bobby esce cercando di calmarlo e in quel momento l'uomo la aggredisce colpendola. Jenny e Donovan, invitati alla festa di commemorazione, entrano per trovare nuovi indizi, e viene loro offerto un brownie fatto da Bobby; più tardi capiranno che contenevano erba; Jenny conosce Jim, il nonno di Bobby. Durante la commemorazione Malik ferma e arresta Shady, l'uomo che aveva aggredito Bobby. Jenny sa bene che il colpo in fronte non è sufficiente per causare la morte della donna, scopre che aveva frequenti perdite di sangue dal naso; così va da Jim e scopre una serra con piante di marijuana, notando anche la presenza di topi e di veleno per topi. Associa le proprietà anticoagulanti del veleno con le perdite di sangue di Bobby ma non crede sia colpa di Jim. Analizzano il corpo della donna e trovano residui del veleno, analizzano i filmati della sorveglianza della casa di riposo e notano che la persona che sta all'ingresso scambiava sempre la boccetta di disinfettante delle mani prima che lo utilizzasse Bobby; con un mandato controllano e lo arrestano per omicidio. Jenny, una volta tornata a casa, viene informata che è stata aperta un'inchiesta sulla morte di sua sorella, avvenuta molti anni prima.

## Episodio 2
- Titolo originale: In Bloom
- Diretto da: Adrienne Mitchell
- Scritto da: Marsha Greene

### Trama
A Donovan viene comunicato gli esiti degli esami medici a cui si è sottoposto in precedenza, i dolori che prova sono causati da una tipologia di cancro allo stadio iniziale e gli viene consigliato di iniziare il trattamento di chemioterapia. Jenny e Donovan devono lavorare su due decessi diversi; Jenny su una morte sospetta in un centro per ritiri spirituali; Donovan su un investimento che ha coinvolto un rider che consegna cibo a domicilio con la sua bici. Durante l'autopsia si conclude che il rider è morto a causa di un forte colpo alla testa, causato quindi dall'incidente con l'auto, ma presenta anche segni di taglio su una mano; la donna trovata al centro invece ha nello stomaco una "palla" di medicinali. Donovan ricostruisce le ultime consegne che Ben, il rider, aveva fatto e, insieme a Malik, decide di interrogare Randy, l'ultimo cliente che lo ha visto vivo. Purtroppo non ricava informazioni particolari se non che Ben ha consegnato quello che doveva portare e poi è andato via con la sua bici, che non era sul luogo dell'incidente. Quando viene ritrovata la bici, Donovan e Malik analizzano il contenuto della cam e scoprono che Randy ha minacciato Ben con un coltello colpendolo a una mano per via della sua razza e del fatto che non portava la mascherina e il rider si è allontanato scappando. Nel frattempo Jenny indaga sulla morte di Shirley, apprende molto di come il centro di ritiro funziona. Scopre che aveva appena lasciato il marito per Fareed e aveva prelevato 10000 $ prima di morire. Ora, se durante l'autopsia sembrava fosse un suicidio, Jenny pensa che potrebbe trattarsi di omicidio; l'idea viene capovolta nuovamente quando alla struttura si presente il padre disperato di un ragazzo che le racconta quello che è successo con suo figlio e di come si sia suicidato. Cercando ulteriori indizi nella stanza di Shirley nota un condotto dell'aria che la collega con un'altra stanza, scoprendo che la persona con cui parlava non è Fareed ma Oliver, che le racconta tutto e di come la cosa era andata un po' oltre.
Jenny decide di rispondere alla lettera che le aveva inviato Liam.

## Episodio 3
- Titolo originale: Spirits
- Diretto da: Charles Officer
- Scritto da: Chris Roberts

### Trama
Jenny e Donovan si recano in una casa dove è stato trovato il cadavere di un uomo, apparentemente non sembra trattarsi di omicidio fino a quando non trovano una inquietante scritta sulla porta; Jenny parla con il tuttofare che le rivela che la casa è "infestata". Durante l'autopsia si scopre che la causa della morte è dovuta ad avvelenamento da monossido di carbonio, cosa strana visto che la casa è in ristrutturazione e non c'è riscaldamento. Donovan e Jenny continuano a indagare, rintracciano e parlano con la compagna del defunto, Shelley, che rivela qualcosa di spaventoso che riguarda Nora, la vecchia proprietaria della casa "infestata". Parlano quindi con Nora e capiscono il motivo per cui se ne è andata e non voglia parlare di quella casa. Dopo che Malik ha analizzato i cellulari della zona, Donovan e Jenny decidono di entrare in casa e capire chi sia il colpevole; una volta dentro sentono strani rumori dal seminterrato e quando scendono si ritrovano bloccati, dopo poco Jenny si accorge che c'è del monossido di carbonio e cercano di trovarne la fonte; dietro uno scaffale trovano un cunicolo che porta nell'abitazione del tuttofare che confessa di essere il legittimo erede della proprietà e che voleva solo allontanare chiunque si fosse trasfetito lì. Nel frattempo Allison riceve una soffiata riguardo a chi ha ucciso sua madre diversi anni prima e decide di indagare.

## Episodio 4
- Titolo originale: Eyes Up
- Diretto da: Charles Officer
- Scritto da: Motion

### Trama
In un edificio in ristrutturazione avviene una sparatoria che coinvolge un uomo. Jenny e Donovan si recano sul posto per iniziare le indagini. Sul posto, a parte i due bossoli, non trovano altro che una scatola di uova; il proprietario dell'edificio li informa di aver avuto diversi furti in diversi cantieri nell'ultimo periodo. Dopo aver scoperto l'identità dell'uomo dal cartellino, Donovan e Malik si recano a casa sua ma scoprono che l'uomo aveva un cartellino falso. Durante l'autopsia trovano tracce di una strana sostanza nel naso, segni di ustione sulle mani e si accorgono che anche la divisa da guardia non era quella in dotazione ma una copia. Jenny e Donovan tornano sulla scena del crimine e scoprono che la strana sostanza non è altro che residui di vernice spray e che stava lavorando su un graffito. Quando finalmente scoprono la vera identità della vittima, Jenny e Donovan si recano a casa sua; trovano la porta d'ingresso forzata; analizzando l'ambiente capiscono che la figlia (Rubee) era scappata, oltre che ad apprendere che la madre della bambina è in ospedale. Jenny si reca lì per cercare di ritrovare la bambina e scopre che l'ha mancata di poco. Nel frattempo Malik scopre l'identità della persona che ha sfondato la porta dell'appartamento della vittima e lo comunica a Donovan che si attiva immediatamente. Jenny e Donovan trovano l'uomo e la bambina sul tetto dell'edificio in ristrutturazione, l'uomo viene arrestato e Jenny aiuta Rubee a finire il graffito. A fine giornata Jenny va da Liam che però le comunica di essere stato con un'altra e che la storia è seria.
- Ascolti Canada: telespettatori 812 000[6]

## Episodio 5
- Titolo originale: Back to the Future
- Diretto da: Gloria Ui Young Kim e Liz Farrer
- Scritto da: Noelle Carbone e Leah Cameron

### Trama
Jenny si trova nella struttura di ricerca di anatomopatologia di Angela, ideale per migliorare le proprie conoscenze. Ai margini di questa struttura viene però scoperto il cadavere di un ragazzo, il volto è coperto da una maschera a forma di lupo e, quando viene rimossa, Angela lo riconosce, si tratta di Andy Nyland. Il corpo viene immediatamente trasferito alla sede coroner dove River e Dennis, figlio di Angela, iniziano l'autopsia. Nel frattempo Jenny e Donovan vanno a casa di Andy, dove trovano la sorella, Roxana, e il padre, che a causa di un ictus ha problemi cognitivi; i due comunicano a Roxana il ritrovamento. Roxana, che ha trasformato le camere da letto in eccesso della casa in un bed & breakfast, porta i due nella vecchia stanza di Andy, lasciata così come era dalla sua scomparsa. Nella stanza Jenny trova alcune lettere di Helen, dove scriveva della loro storia d'amore. Jenny e Donovan decidono di parlare con Helen, la quale resta sorpresa del fatto che Andy sia stato ritrovato, soprattutto perché scomparso da 34 anni. Racconta quindi della loro storia d'amore e di una notte in cui fece un rituale per dimenticarlo, comnpreso gli ingredienti utilizzati, tra cui dei chiodi, perché voleva chiudere definitivamente la loro storia. River e Dennis aggiornano Jenny sulle prime analisi fatte sul cadavere... hanno ritrovato diversi fori sulle piante di entrambi i piedi, causate da chiodi. Jenny e Donovan scartano la possibilità che l'omicida sia Helen. Più tardi Jenny viene aggiornata sull'autopsia; sul cadavere è stato scoperto un microforo nel cuore e che la trachea è completamente piena di sangue coagulizzato. La mattina seguente comunica il tutto a Donovan, portandolo a conoscenza che quell'anomalia al cuore è dovuta ad una malattia genetica ereditaria che può avere presentarsi in diverse forme, di conseguenza ha qualche sospetto su Angela perché il figlio presenta una deformazione alla mano. I due quindi interrogano Angela, che racconta dell'ultima volta che visto Andy; la sera che Helen fece il rituale nel bosco, anche lei era presente, finito il rituale incontrò Andy con la maschera, lei voleva informarlo di essere incinta ma lo fece spogliare e se ne andò con i suoi vestiti; quella è stata l'ultima volta che lo vide. Più tardi, quando Donovan capisce che il rituale doveva essere fatto da tre persone, lo comunica a Jenny e, i due, pensano subito a Roxona. Decidono quindi di interrogarla e Roxana racconta di quello che è successo quella notte, di come Helen aveva dimenticato il libro di magia e che lei era tornata indietro a prenderlo e, in quel momento e sotto effetto di allucinogeni, era stata attaccata da un lupo che aveva colpito con una pietra per difendersi. Jenny e Donovan ora sanno che ha ucciso Andy ma manca un dettaglio, chi lo aveva seppellito nella posa in cui lo hanno ritrovato... poco dopo Jenny vede il padre di Roxana disegnare il volto di un lupo e capisce che per difendere un figlio, Roxana, decise di nascondere l'altro.

## Episodio 6
- Titolo originale: No Justice, No Peace
- Diretto da: Gloria Ui Young Kim
- Scritto da: Nathalie Younglai

### Trama
Ross e Matteo si stanno divertendo ad una festa, la mattina seguente Ross si sveglia accanto al corpo di un ragazzo morto. Jenny viene chiamata per investigare ma non le viene comunicato che suo figlio è in stato di fermo perché sospettato dell'omicidio. Nella sala interrogatori, Ross viene interrogato dal detective West e, quando esce per una pausa incontra Donovan e gli espone delle teorie strampalate al limite del razzismo, così quando vede chi è il sospettato, Donovan decide di subentrare nel caso. Nel frattempo Matteo informa Jenny che si fionda in caserma, lì incontra Donovan che le suggerisce di trovare un bravo avvocato per suo figlio. Donovan cerca di chiarire la situazione a Ross, spiegandogli cosa le prove dicono sia successo e gli chiede di sforzarsi a ricordare, nel frattempo Jenny, sempre più disperata perché non trova un avvocato disponibile, decide di chiedere a aiuto a Clark. Clark subentra come avvocato e da alcuni suggerimenti a Ross mentre Jenny decide di non entrare in sala per esaminare il corpo ritrovato in modo da non cadere in eventuali conflitti di interessi. Rives, dopo l'autopsia, comunica a Jenny di non preoccuparsi perché, oltre alle evidenti ferite sul torace, è stata trovata dell'acqua nei polmoni. Donovan viene informato e Ross finalmente ricorda l'accaduto, Malik che si trova sul luogo del delitto trova una vasca all'aperto senza acqua ma, esaminando il filtro, viene trovata la vera arma del delitto. Dopo una lunga giornata Ross viene quindi scarcerato.

## Episodio 7
- Titolo originale: Round and Round
- Diretto da: Samir Rehem
- Scritto da: Shannon Masters

### Trama
Jenny si reca sul luogo dove è stato ritrovato il corpo di un ragazzo, dopo la prima analisi sul posto sembra trattarsi di una morte per overdose che, durante l'autopsia, non viene confermata. L'indagine viene concentrata su un marchio trovato inciso a fuoco sul polso della vittima, lo stesso identico segno trovato in precedenza su un altro cadavere. Jenny decide di investigare insieme a Clark, le indagini li portano in un gruppo di recupero per tossicodipendenti dove apprendono il nome della vittima da alcuni dei partecipanti e trovano lo stesso marchio su una ragazza di nome Kai. Jenny continua le analisi e trova che la morte del ragazzo è stata causata dall'assunzione di funghi allucinogeni e da disidratazione causata da una esposizione ad alte temperature, simili a quelle di una sauna. Decide quindi di tornare al centro dove si ritrova il gruppo di recupero trovando Kai in fin di vita all'interno della sauna dove viene rinchiusa anche lei da Mason. Donovan e Malik riescono ad intervenire in tempo per salvare Kai, con l'aiuto di Jenny, e arrestare Mason. Questo arresto prova la non colpevolezza di Oshae che sta scontando una pena in carcere per l'omicidio di sua moglie.

## Episodio 8
- Titolo originale: Blue Flock
- Diretto da: Samir Rehem
- Scritto da: Seneca Aaron

### Trama
Donovan, Malik e Jenny si recano alla dimora di Olivia Rice dopo essere stati chiamati dalla figlia perché sospetta abbia ucciso il padre, Xavier Lord, che viene trovato su un lettino ospedaliero pronto per una sospensione crionica. Jenny e Donovan cercano di ricostruire i fatti dell'ultima notta dalle testimonianze di Olivia, l'infermiere che seguiva Xavier e la figlia, quando trovano una macchina cuore-polmone in un'altra stanza. Il corpo viene trasferito per l'autopsia che non può ancora essere fatta, nel frattempo Donovan cerca di carpire informazioni aggiuntive da Olivia. Le indagini portano Jenny e Donovan alla sede della Cryosleep, che avrebbe dovuto ricevere il corpo di Xavier, il dottore a capo della struttura li informa di avere un contratto vincolante per una perfusione e che è stata eseguita dopo la morte di Xavier e che non hanno portato via il corpo perché la situazione era abbastanza tesa tra Olia e la figlia di Xaver. Dopo aver ricevuto l'approvazione per l'autopsia, Jenny e il suo staff iniziano ad esaminare il corpo trovando il cervello completamente liquefatto, il che fa risalire la morte ad almeno quarantotto ore prima e non alle quattro del mattino come si pensava dalle ricostruzioni. Le indagini li portano alla conclusione che la box utilizzata da Xavier per comunicare parlasse da sola a seconda di alcuni input ricevuti, Olivia confessa ciò che è realmente accaduto quella notte ma non viene arrestata poiché Xavier era già deceduto da diverse ore.

## Episodio 9
- Titolo originale: Christmas Eve
- Diretto da: Adrienne Mitchell
- Scritto da: Noelle Carbone

### Trama
Vigilia di natale; Donovan, Malik e Jenny si occupano di un nuovo caso, una coppia di anziani trovati morti dalla vicina di casa, Flora. Dalla prima indagine sul luogo del delitto si capisce immediatamente che sono stati assassinati; l'uomo presenta ferite da taglio e l'arma viene trovata vicina al corpo, la donna invece è stata soffocata. Mentre Jenny parla con il figlio della coppia, Donovan viene avvisato e trova Caleb in una sala giochi vicina in stato confusionale e con i vestiti sporchi di sangue. Jenny decide di chiamare Sharma, il medico che l'ha aiutata in passato a recuperare la memoria di sua sorella, poiché il sospettato dice di non ricordare quello che è successo; dopo la seduta, il medico informa Jenny e Donovan che Caleb soffre di amnesia dissociativa e che i suoi ricordi possono essere recuperati in una struttura medica specializzata. Donovan e Jenny continuano le indagini interrogando Aaron e Flora mentre Malik scopre che i Browning pagavano regolarmente ogni anno, da diversi anni, una cospicua somma a diverse persone e anche a Flora che poi ne spiega il motivo e rivela che Caleb soffre di veri e propri attacchi di rabbia incontrollati. Nel frattempo Caleb ha uno di questi attacchi e prende in ostaggio il dottor Sharma e richiede di poter parlare con Jenny che prova a convincerlo a liberare il dottore e quando lo libera viene arrestato.

## Episodio 10
- Titolo originale: Christmas Day
- Diretto da: Adrienne Mitchell
- Scritto da: Morwyn Brebner

### Trama
Giorno di Natale; Flora sta ripulendo la casa dove sono stati assassinati i signori Browning ma viene assassinata a sua volta. Donovan, che sta cercando Caleb scappato dall'ospedale, trova il corpo di Flora con un verme solitario che le esce da una ferita al ventre e chiama Jenny. Durante l'autopsia vengono rilevate delle cisti da larve di taenia al fegato, cosa che aveva anche John Browning; Jenny sospetta che Caleb abbia lo stesso problema solo che le cisti potrebbero essere al cervello e questo può spiegare i suoi problemi a gestire le emozioni. Malik e Donovan recuperano l'indirizzo di un'altra proprietà di famiglia e si recano sul posto con la speranza di ritrovare Caleb, ma trovano il luogo dove andava a caccia con suo padre. Jenny, che sta tornando a casa, è costretta a fermarsi per una gomma bucata, chiede a Liam di venire a prenderla e vede l'insegna di una vecchia fabbrica di decorazioni natalizie raffigurante la statuina che teneva in mano Caleb quando era stato trovato la prima volta e decide di controllare, all'interno trova Caleb che rivela che era Aaron che il padre portava a caccia così Jenny intuisce che è Aaron la persona che stanno cercando e prova ad aiutarlo a ricordare. Nel frattempo Donovan, che è arrivato alla fabbrica, si addentra nella foresta dopo aver sentito un rumore e viene aggredito da Aaron che riesce a stordirlo. Caleb riesce a ricordare quello che è successo confermando che è stato Aaron, quando arriva Liam a cercare Jenny, Caleb li aggredisce e li rinchiude in una stanza. Quando Caleb libera Jenny, Aaron prova ad aggredirla ma Jenny riesce a reagire e liberarsi, con l'aiuto di Donovan viene immobilizzato e Caleb chiama l'ambulanza per suo fratello e Liam.